# Gilljam
Gilljam är ett svenskt släkt av vallonskt ursprung. Namnet är en försvenskning av det franska namnet Guillaume, som  i sin tur motsvarar det svenska Vilhelm. Släkten fanns tidigt på 1600-talet  vid de uppländska järnbruken. Den 31 december 2022 var 221 personer med namnet Gilljam folkbokförda i Sverige. 3 personer hade efternamnet Guillaume.

## Personer med namnet
- Adam Gilljam (född 1990), bandyspelare
- Gustaf Gilljam (1832–1908), konservativ politiker, ecklesiastikminister
- Hans Gilljam (född 1944), professor i folkhälsovetenskap
- Mikael Gilljam (född 1957), professor i statsvetenskap
- Christine Gilljam (född 1955), HBTQ-aktivist, politiker, socialdemokrat